# Luca Compagnon
Luca Compagnon (Udine, 11 agosto 1972) è un allenatore di calcio, dirigente sportivo ed ex calciatore italiano, di ruolo difensore, attuale allenatore del Cassacco.

## Carriera
Ha giocato in Serie A con la maglia dell'Udinese.
Da allenatore, ha iniziato con il Casacco, formazione friulana di Prima Categoria, di cui è stato anche dirigente dal 2007 al 2009.

## Palmarès

### Giocatore

#### Competizioni giovanili
- Coppa Italia Primavera: 1

Udinese: 1992-1993

#### Competizioni nazionali
- Coppa Italia Serie C: 1

Prato: 2000-2001